# ACOON HIBINO
ACOON HIBINO（エイコン ヒビノ）は、528Hzに調律されたピアノを奏でる日本のピアニスト・作曲家。

## 概要
独自の演奏方法にて528Hzの作曲理論を開発し、その作曲理論に基づき、日本はもとより世界の名曲を528Hzにてカバー、また、オリジナル作品の作曲を進める。528Hzを使用した独自の作曲方法により「機能を持つ音楽」を作り上げる。2015年1月テイチクエンタテインメントより、フルアルバム『心と体を整える～愛の周波数528Hz～』でメジャー・デビュー。528Hzを音楽理論や医学的観点から作曲。『心と体を整える～愛の周波数528Hz～』『自律神経を整える音の処方箋〜愛の周波数528Hz〜』が第57回日本レコード大賞にて企画賞を受賞。2020年11月17日より永魂メディカルミュージック株式会社[出典参照]を創業し、最高開発責任者（CDO）を務める。CDの楽曲とは異なり、より専門的な側面から作曲されたBGMサービス「聴く処方箋」をリリース（国内唯一、医学的に証明されたサービス）。

## 略歴
- 1981年
  - 関西学院大学在学中よりピアノと作曲をはじめる。
- 2009年
  - 初ソロアルバム『Souvenir』をリリース。
- 2012年
  - 外務省主催日中友好イベント香港最大規模のコンサートホール[要出典]に出演。
- 2013年
  - 528Hzを使用した演奏活動を開始。
- 2014年
  - アルバム『ZEN PIANO -Master528』をリリース。米国ポートランド ジャズフェスティバルに出演。

## ディスコグラフィ
- 2015年
  - 1月 テイチクエンタテインメントより『心と体を整える～愛の周波数 528Hz～』でメジャー・デビュー。
  - 7月『自律神経を整える音の処方箋～愛の周波数528Hz～』をリリース。
  - 9月『MIZUTAMAHIME Feat.赤穂美紀』をリリース。
  - 12月『やすらぎ～愛の周波数528Hz～』をリリース。
- 2016年
  - 1月『睡眠を誘う音の処方箋～愛の周波数528Hz～』をリリース。
  - 4月 臨床試験を行った犬専用アルバム『いぬのやすらぎ～愛の周波数528Hz～』をプロデュース
  - 7月『心と体を整えるⅡ～愛の周波数 528Hz～』12曲目に収録されている「FUTUREs」は別府温泉のテーマ曲に採用されている。
  - 8月 528Hzオルゴール「プリモトーン」を利用したオルゴール作品『おやすみあかちゃん～愛の周波数528Hz～』をプロデュース
  - 9月 専属レーベル株式会社オトボトケ設立。
  - 11月 オルゴール作品第二弾『ヒーリングXmas～愛の周波数528Hz～』をプロデュース
- 2017年
  - 1月『Soft Jazz 心と体にやさしい～愛の周波数528Hz～』をプロデュース
  - 2月 4K映像「日本の美しい四季」風景とハイレゾ音源が収録された映像作品『癒しの四季～愛の周波数528Hz～』をプロデュース
  - 4月『もやもやがスーッと消える528Hz CDブック』をトランスワールドジャパンより出版。監修：埼玉医科大学前教授 和合治久
  - 4月『聴くだけで脳と体が若返る528Hz「北の国から」CDブック』を扶桑社より出版。
  - 5月『さだまさしの北の国から528～自律神経が整うDr.528～』 をリリース。監修:順天堂大学 医学部教授 小林 弘幸

## ACOON HIBINOが演奏する528Hzとは
528Hz（528ヘルツ）とは、1秒間に528回の振動数を持つ周波数を指す。埼玉医科大学前教授の和合治久は「愛の周波数」や「奇跡の周波数」などと呼んでおり、最も倍音が響く音階を使用してACOON HIBINOが独自に作曲。まだ科学的な裏付けを待つ状態ではあるがストレスを減らすことで、心体の不調を無くし人間同士のいざこざをも無くすような「平和の周波数」と評されることもある。リクルートがWEBサイトで自律神経研究の第一人者と紹介する順天堂大学の教授小林弘幸によると、528Hzの音楽は、音に包まれる感覚があり、リラックス効果があるという。528Hzを習慣化することは、ストレスなどの多い現代社会を生き抜くために大事であるとのこと。「今後、ACOON HIBINOと528Hz音楽の医学的研究も進め、共に、自律神経やさまざまな研究を行っていく」とコメントしている。